# Vittorio Pomilio
Vittorio Pomilio (Francavilla al Mare, 6 maggio 1933 – Francavilla al Mare, 31 dicembre 2024) è stato un cestista italiano.

## Biografia
Era padre della cestista Amalia, nonché nonno dei cestisti Luca e Simone Fontecchio.
Pomilio è morto il 31 dicembre 2024 all'età di 91 anni.

## Carriera
Ha giocato in Nazionale dal 1957 al 1960, disputando gli Europei 1957 e collezionando complessivamente 19 presenze e 64 punti.
In carriera ha militato nella Stella Azzurra Roma, nella Società Cestistica Mazzini e nella Libertas Pescara.